# Шуюх-Тахтани
Шуюх-Тахтани (араб.  شيوخ تحتاني ‎, курд. Şexlêr Jur), также известен как Шиух-Тахтани — небольшой город на севере Сирии, расположенный на территории мухафазы Халеб. Входит в состав района Айн-эль-Араб. Является административным центром одноимённой нахии.

## Географическое положение
Город находится в северо-восточной части мухафазы, на левом берегу реки Евфрат, на высоте 345 метров над уровнем моря.

Шуюх-Тахтани расположен на расстоянии приблизительно 96 километров к северо-востоку от Алеппо, административного центра провинции и на расстоянии 389 километров к северо-северо-востоку (NNE) от Дамаска, столицы страны.

## Население
По данным официальной переписи 2004 года численность населения города составляла 4338 человек (2216 мужчин и 2122 женщины).

## Транспорт
Ближайший гражданский аэропорт расположен в турецком городе Газиантеп.